# فابيولا بدوي
فابيولا بدوي (مواليد 1960) شاعرة وصحفية مصرية.

## السيرة
وُلدَت بدوي في القاهرة، وحصلَت على درجة البكالوريوس في إدارة الأعمال ودرجة الدراسات العليا في المحاسبة. منذ عام 2008 عملت صحفية في صحيفة المدينة السعودية. صدرت لها ثلاثة مجلدات من الشعر. وهي: محل أيها الرجل (1989)؛ وقصائد ظمأى (1990)؛ والوشم (1992).